# Strobilanthes obtusibracteata
Strobilanthes obtusibracteata är en akantusväxtart som beskrevs av H. Terao. Strobilanthes obtusibracteata ingår i släktet Strobilanthes och familjen akantusväxter. Inga underarter finns listade i Catalogue of Life.